# 歌う炎の都市
『歌う炎の都市』（うたうほのおのとし、原題：英: The City of Singing Flame）は、アメリカ合衆国のホラー小説家クラーク・アシュトン・スミスによる短編ホラー小説。『ワンダー・ストーリーズ』1931年7月号に掲載された。
フィリップ・ハステイン主人公の作品の一つ。ハステインは『彼方からのもの』でも語り手を務め、いわばスミスの作中における分身とみなされている。
本作には『歌う炎の彼方に』（Beyond the Singing Flame。同誌1931年11月号掲載）という続編が存在するが、大瀧啓裕は「どうひいき目に見ても、この続編は龍頭蛇尾や蛇足と形容せざるをえないものでしかない」と酷評し、文庫本への収録を見合わせた。そういう事情から、後編は日本では未訳となっている。
歌う炎の都市イドモスは『エンサイクロペディア・クトゥルフ』にて解説がある。

## あらすじ

### 序言
カリフォルニア州のシエラ山脈に住んでいた、作家のジャイルズ・アンガースと、知人のフィーリクス・エバンリイが失踪した。無人の小屋から、わたし（フィリップ・ハステイン）宛の小包が見つかり、中には「親愛なるハステインへ」と記された日記が納められていた。
わたしにはこの日記が、真実であるか虚構であるかわからない。アンガースは「発表してもいいよ。読んでもみんな、小説だと思うだろうね」と書き遺しており、わたしはこの日記を公表することにする。だが、真偽を確かめる方法は、その場所に行って2つの石を見つけることだけだろう。

### 日記
1930年7月31日。高地を散歩していたぼく（ジャイルズ・アンガース）は、開けた場所で「2つの石」をみつける。完全に円くなめらかで、緑がかった灰色の石が一対。2つの石の間に足を踏み入れるたぼくは、急激に奇妙な感覚に襲われ、次の瞬間には、高地とは似ても似つかぬ、まるっきり別の場所にいた。ぼくの背後には、あの2つの石と同じ材質で造られた、2本の柱が立っている。前景には、赤い石で建造された巨大都市が聳えている。2本の柱の間に足を踏み入れると、元の高地へと戻ってこれた。
数日間考え続け、もう一度あの場所に向かう。道を歩いていくと、未知の生物が歩いている。彼らはぼくには気にも留めていないようだ。巨大都市に近づくと、都市内から音楽が聞こえてくる。音を聞いたぼくは魅惑に囚われ、都市に入りたいという衝動が湧いてくる。呪縛に逆らい、ゆっくりと引き返し、元の世界へと帰る。
数日後、音楽対策に耳栓を準備し、都市に足を踏み入れ、何種類もの生物を目にする。大神殿の聖堂の中央では、炎が吹き上がり、炎から音楽が産み出されていた。ぼくは、生物たちが巡礼者であると理解する。歌う炎に魅せられたぼくは、彼らに加わり、炎に飛び込みたいとすら思う。何匹かの生物は炎に身を投じていき、ぼくの中では興奮と生存本能がせめぎ合う。最終的には、引き下がる者たちと共にぼくは帰るも、炎に飛び込んだら恍惚とするだろうという思いが湧いていた。
帰宅して小説を書こうとするも、まったくペンが進まない。どんな言葉も、異世界での体験の前では凡庸であった。今度は誰かに同行してもらおうと思ったぼくは、ハステインとエバンリイを候補に考えた末、エバンリイに手紙を送る。
8月13日、ぼくはエバンリイと2人で異次元に赴き、都市へと入る。ぼくはエバンリイに注意するも、彼は炎と音楽に完全に魅せられ、まったく聞く耳をもたない。音楽の力は前よりも強力になっていた。ぼくが音楽への隷属に抵抗しようとやっきになっている間に、エバンリイは率先して炎に飛び込んでしまう。恐怖を抱いたぼくは、都市から逃げ出すが、距離をとるにつれて恐怖が減じ、炎に呑まれて消滅したエバンリイが羨ましくなってくる。ぼくは人間の世界に戻って日記を書いているが、思い返せば、なぜ戻ってきてしまったのかわからない。明日、都市に行こう。日記はハステインにゆだねることにする。

## 主な登場人物
- ジャイルズ・アンガース（ぼく） - 高名な幻想小説家。夏場をシエラ山脈で過ごす習慣がある。
- フィーリクス・エバンリイ - サン・フランシスコ在住の挿絵画家。ハステインとは面識がない。
- フィリップ・ハステイン（英語版）（わたし） - アンガースの友人で作家仲間。
- 長身の輝く生物 - 別の次元から都市を訪問している。
- 真の住民 - 巨人。ゆっくりと動く。
- 歌う炎 - 聖堂の中心で燃え上がる。まばゆく清らかで、この世のものとは思えない音楽を奏でる。

## 収録
- 『ヒュペルボレオス極北神怪譚』創元推理文庫、大瀧啓裕訳

## 関連作品
- 彼方からのもの - フィリップ・ハステインが語り手となる。